# Витоша Ню Отани (тенис турнир)
Витоша Ню Отани (Vitosha New Otani) е международен турнир по тенис за жени, провеждан в края на юли и началото на август в София за периода 1988-1989 г. Състезанието е част от турнирите за жени на Женската тенис асоциация и е от V категория. През 1988 г. наградния фонд на турнира е 100 000 $, а през 1989 г. е намален на 50 000 $. Провежда се на кортовете на хотел Витоша Ню Отани.
През 1988 г. победителка в турнира е Кончита Мартинес, за която това е първа титла от WTA.

## Шампиони

### Сингъл
| Година | Шампион          | Финалист         | Резултат |
| ------ | ---------------- | ---------------- | -------- |
| 1988   | Кончита Мартинес | Барбара Паулус   | 6-1, 6-2 |
| 1989   | Изабел Куето     | Катерина Малеева | 6-2, 7-6 |

### Двойки
| Година | Шампиони                        | Финалисти                      | Резултат      |
| ------ | ------------------------------- | ------------------------------ | ------------- |
| 1988   | Кончита Мартинес Барбара Паулус | Сабрина Голеш Катерина Малеева | 1-6, 6-1, 6-4 |
| 1989   | Лаура Гароне Лаура Голарса      | Силке Майер Елена Пампулова    | 6-4, 7-5      |